# フリアン・イリサール
フリアン・イリサール（Julián Irizar）は、アルゼンチンの軍人。最終階級は海軍中将。アルゼンチン海軍近代化の中心人物であり、第一艦隊司令官を務めたが、特に少佐時代のコルベット「ウルグアイ」によるオットー・ノルデンショルドの救出によって知られる。

## 経歴
1884年3月11日、海軍学校に入校した。1891年に少尉となり海防戦艦「リベルタ」の士官となった後、水雷艇「ロサレス」の士官となった。1892年7月8日、「ロサレス」は嵐により難破したが、26人の生存者の一人として生還した。
1898年には、「プレジデンテ・サルミエント」の建造を監督するためにイギリスに派遣された。翌年にプレジデンテ・サルミエントの士官となり、アルゼンチンへの回航の過程で、インド、日本、アメリカ合衆国など世界各国を訪れた。
この他、測量と数学に才能を発揮し、ボリビアとの国境交渉団の一員を務めた他、駐在武官としてイギリス、ドイツとの交渉に当たり、弾薬調達も担当するなど、数多くの艦艇で勤務した。また、セントロ・ナバル（海軍研究会、es:Centro_Naval）に在籍すると共にスウェーデンとイギリスの地理学協会に所属し、アメリカ合衆国でいくつかの勲章を得ていた。
1903年、少佐であったフリアン・イリサールは「ウルグアイ」の艦長として南極地方に出発した。この任務で、58日間で5639海里を航海したがその目的はスウェーデン船「アンタークティック」の乗員救出であった。オットー・ノルデンショルドら乗組員救出作戦の成功後、中佐に昇進した。
1909年大佐に昇進、准将であった1914年には第一次世界大戦終了を受けてヨーロッパに派遣された使節団を率いた。アルゼンチン水上警察少将と第一艦隊司令に加えてリオ・デ・ラ・プラタ基地司令官を兼務し、1919年少将に昇進した。
1923年、リバダビア級戦艦の近代化改装を監督するためアメリカ合衆国に派遣された。1926年には、中将に昇進、1932年1月8日には軍籍を離れ、アルゼンチン水上警察に移籍している。
また、1931年4月16日から2年間、セントロ・ナバルの会長を務めている。

## 由来するもの
- アルゼンチン海軍の砕氷艦アルミランテ・イリサールは、フリアン・イリサールに由来する。
- 南極半島のヴィルヘルム諸島の中でアルゼンチン諸島と呼ばれる島の一つは、イリサール島と、その南西の島はウルグアイ島と命名されている。